# 牡丹站 (京畿道)
牡丹站（：／ Moran yeok */?）是首都圈電鐵8號線與水仁·盆唐線沿線交會的一座轉乘車站，同時也是8號線的終點車站，位於韓國京畿道城南市壽井區壽進洞與中院區城南洞的交界處。

## 車站結構
兩線站體均為2面2線的側式月台構造，候車月台皆設有月台幕門，並有出口共12處。
8號線站體與牡丹车辆基地間設有引入軌道。

### 8號線月台

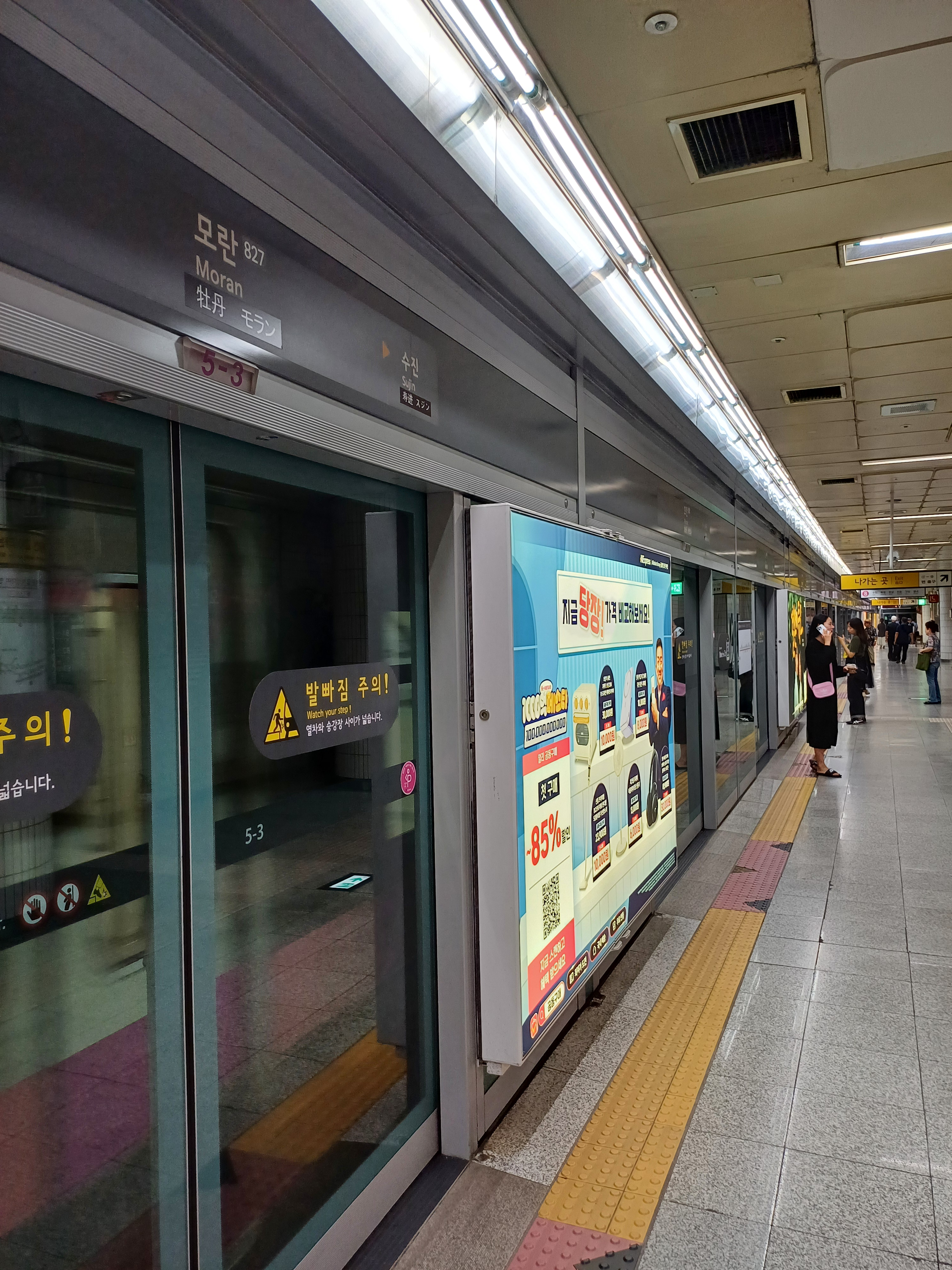
8號線候車月台

| 壽進 ↑   |
| \| 上    |
| 起終點站 |

| 月台 | 路線           | 目的地                                         |
| ---- | -------------- | ---------------------------------------------- |
| 上行 | ●首爾地鐵8號線 | 南漢山城、福井、可樂市場、石村、蠶室、别內方向 |
| 下行 | ●首爾地鐵8號線 | 此站終着                                       |

### 水仁·盆唐線月台

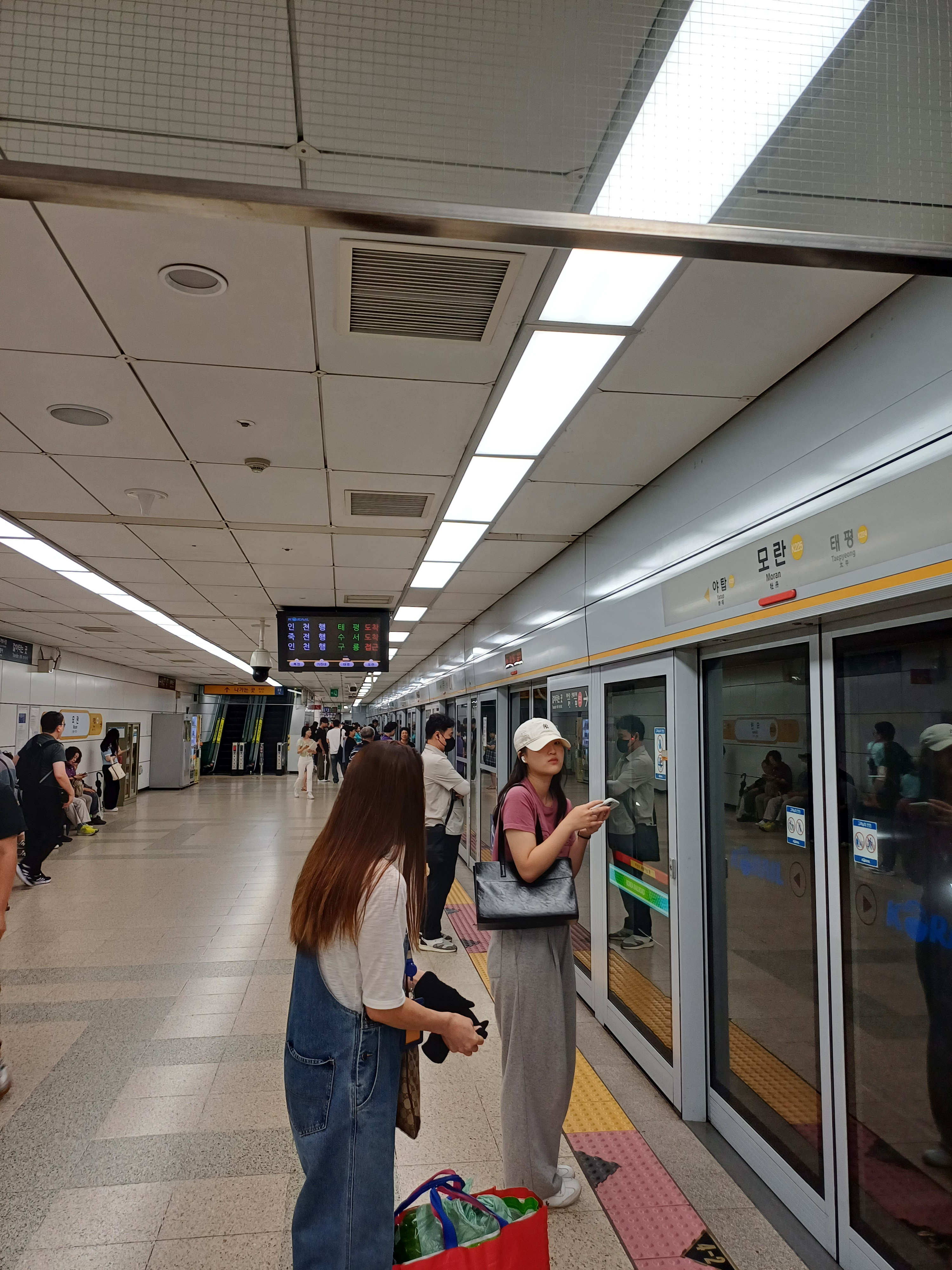
盆唐線候車月台

| ↑ 太平 |
| \| １  |
| 野塔 ↓ |

| 月台 | 路線                   | 目的地                           |
| ---- | ---------------------- | -------------------------------- |
| 1    | ●首都圈電鐵水仁·盆唐線 | 水原、器興、竹田、書峴、仁川方向 |
| 2    | ●首都圈電鐵水仁·盆唐線 | 往十里、宣靖陵、宣陵、太平方向   |

## 歷史
- 1994年9月1日：水仁線站體落成啟用。
- 1996年11月23日：8號線站體開通。
- 2020年9月12日：首都圈電鐵水仁·盆唐線開通

## 車站周邊
- 壽進市場
- 城南綜合運動場
- 城南室內體育館（朝鲜语：성남실내체육관）
- 中院區廳
- 城南樂天影城
- 城南市政府
- 城南市議會
- 牡丹民俗市場（朝鲜语：모란 민속장）
- 勤勞福祉公團（朝鲜语：근로복지공단）城南支社
- 壽進派出所
- 壽進洞郵局
- 豐生中學
- 豐生高校
- KT牡丹營業所
- 首都圈一環高速公路城南交流道

## 圖片

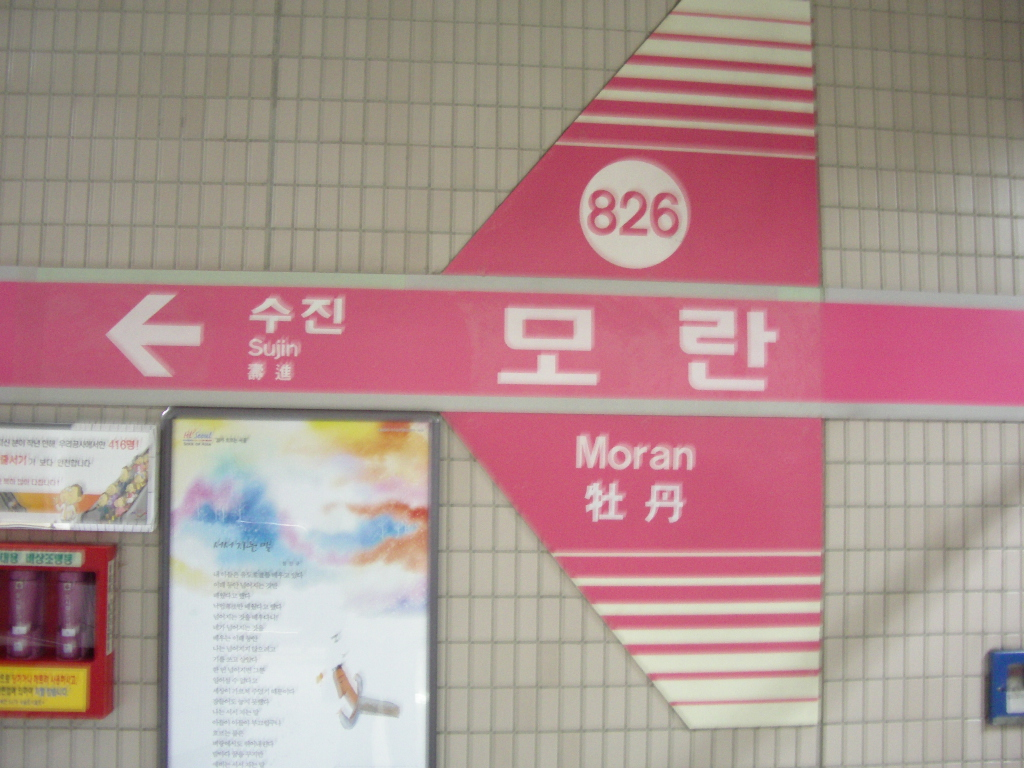
8號線站名牌
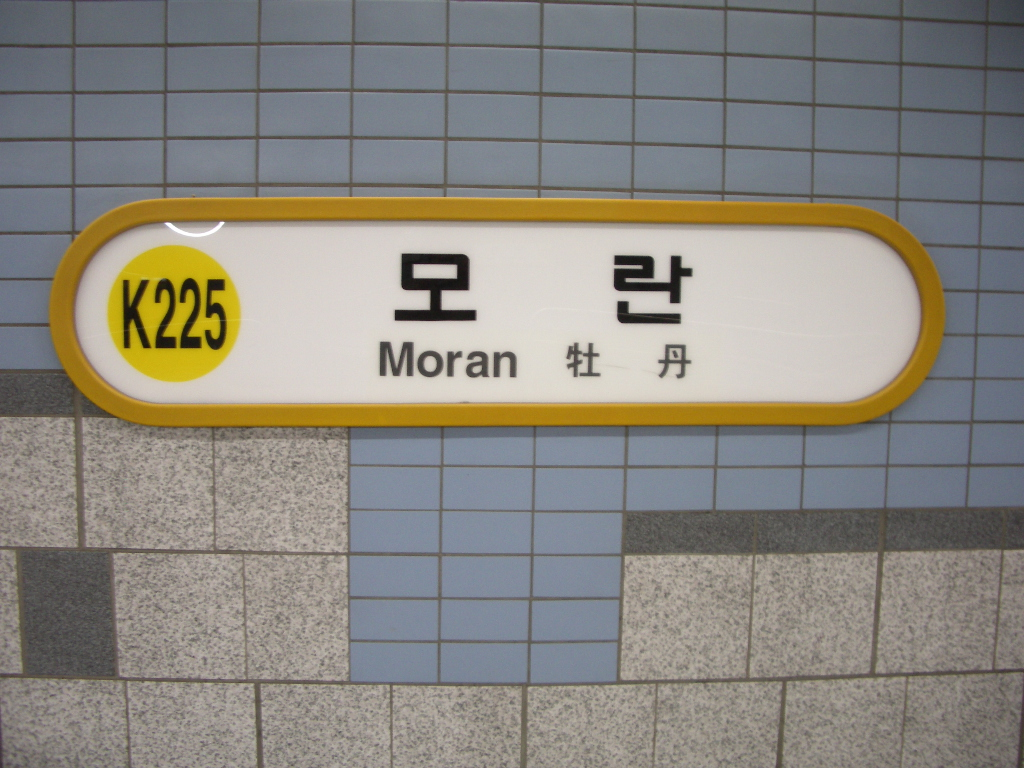
盆唐線站名牌
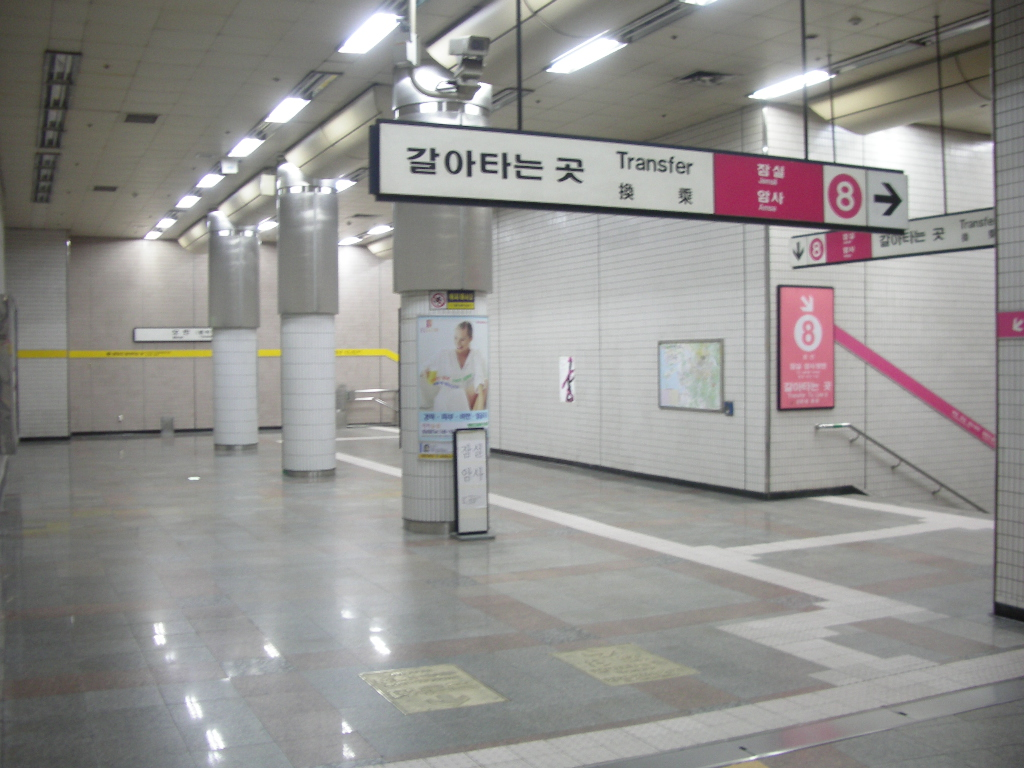
轉乘通道
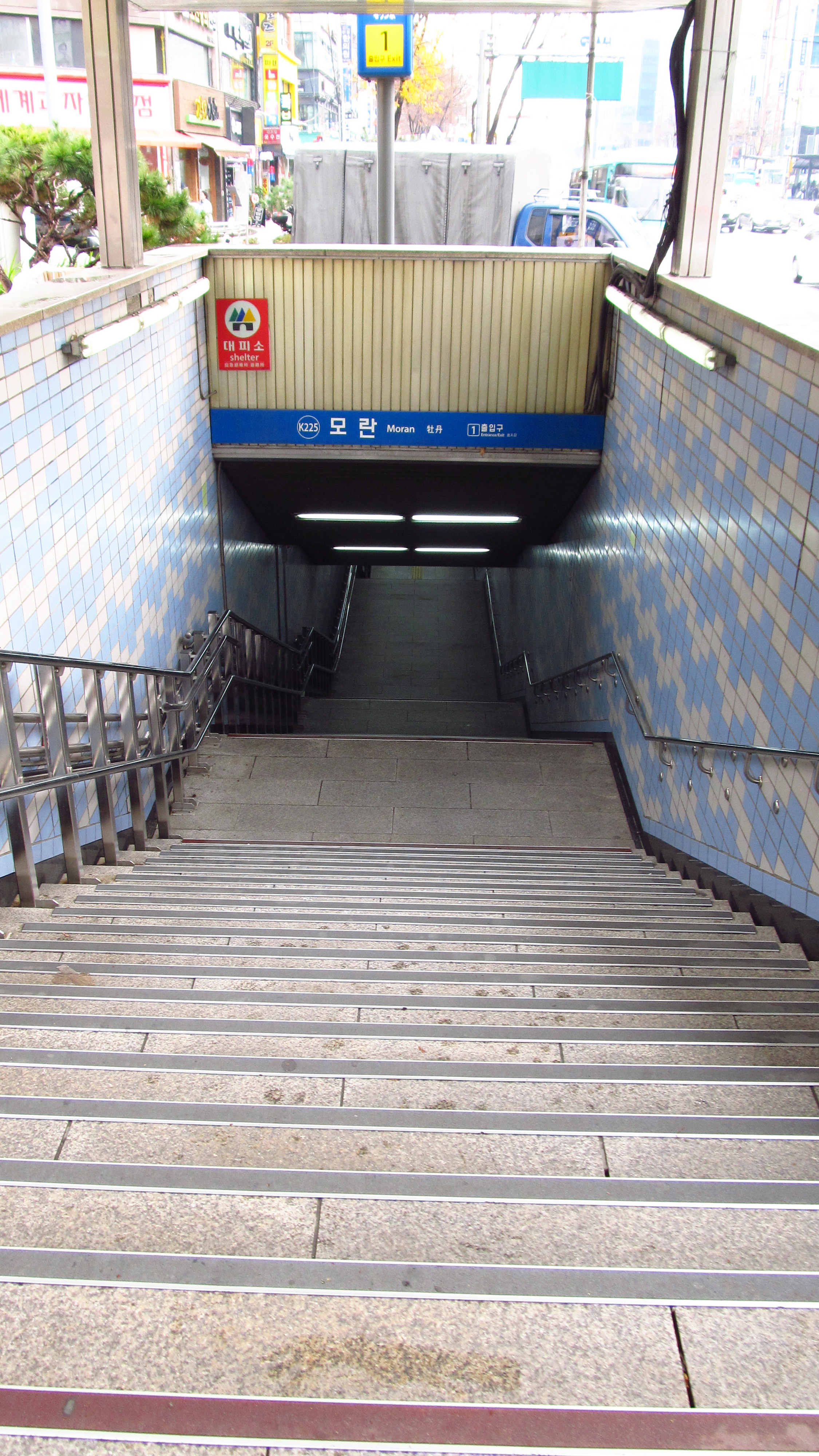
1號出口
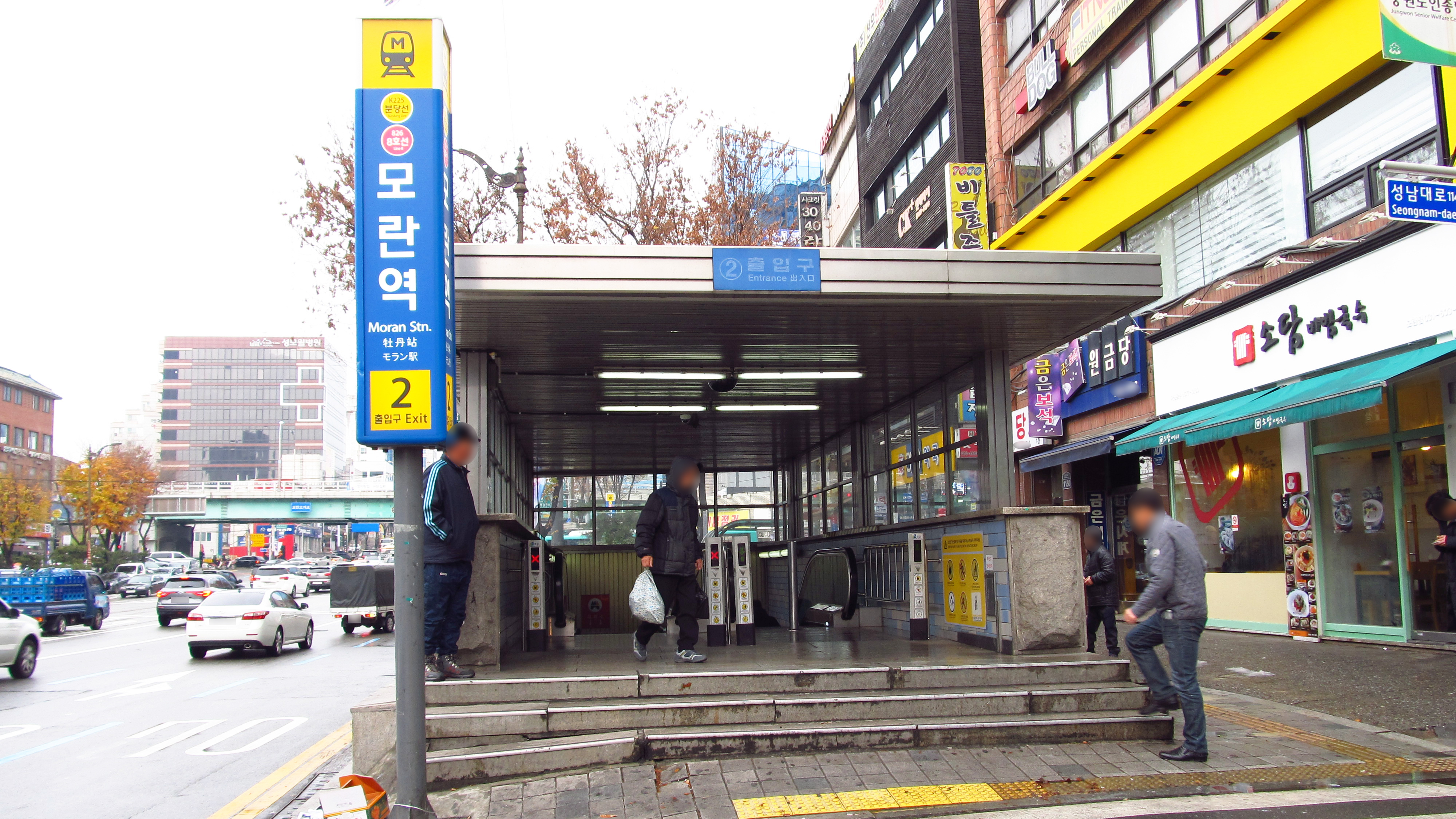
2號出口
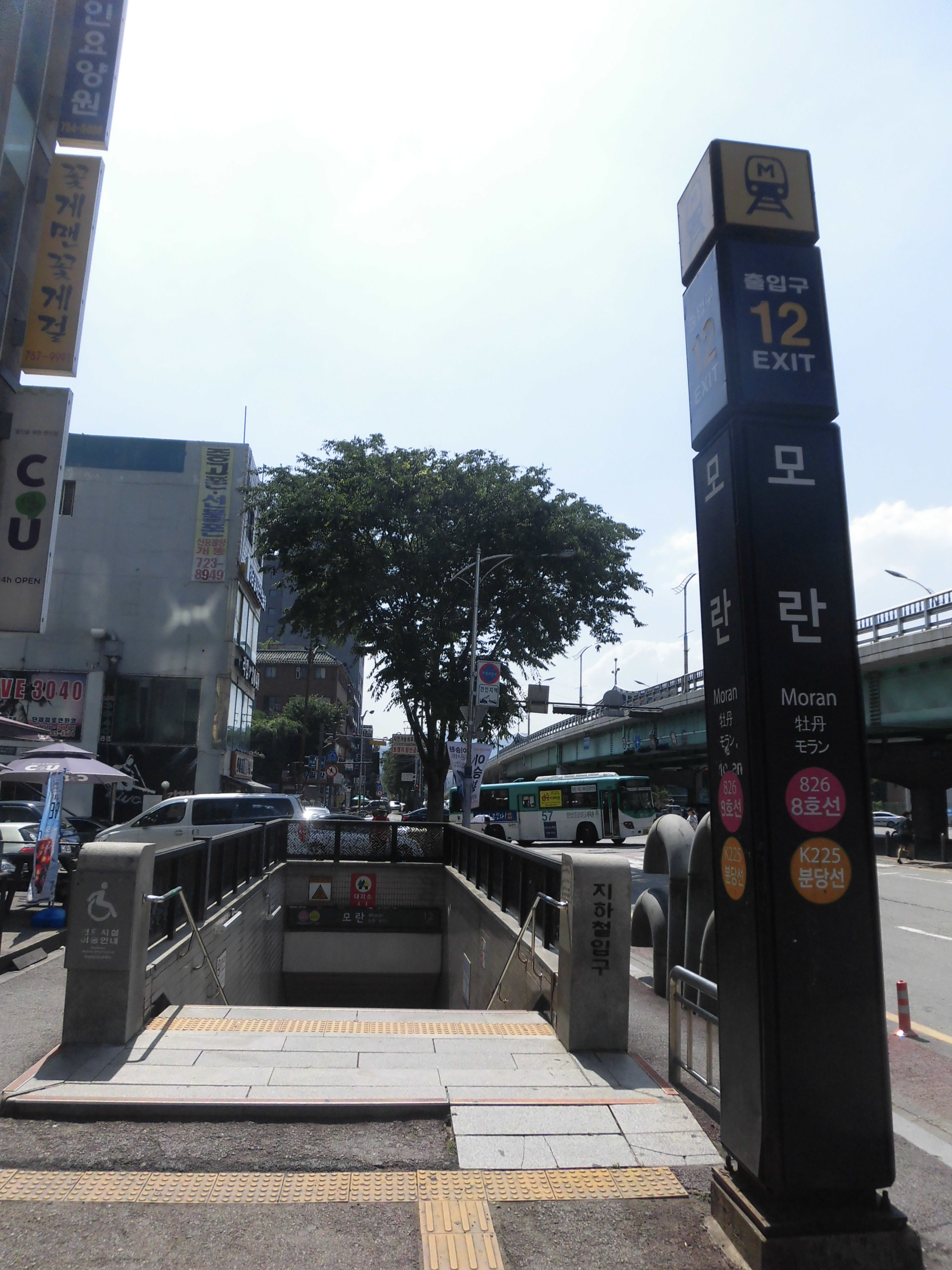
12號出口

## 相鄰車站
首爾交通公社
●首爾地鐵8號線
壽進（826）－牡丹（827）
韓國鐵道公社
●首都圈電鐵水仁·盆唐線
盆唐急行、緩行
太平（K224）－牡丹（K225）－野塔（K226）